# وحدة الكمية المخصصة
وحدة الكمية المخصصة (AAU) هي «وحدة كيوتو» القابلة للتداول أو «ائتمان الكربون» التي تمثل مخصصًا لانبعاث غازات الاحتباس الحراري التي تشتمل على طن متري من مكافئات ثاني أكسيد الكربون محسوبة باستخدام إمكانات الاحترار العالمي الخاصة بها.